# بخش رایس (شهرستان ساندوسکی، اوهایو)
بخش رایس (به انگلیسی: Rice Township) یک منطقهٔ مسکونی در ایالات متحده آمریکا است که در شهرستان ساندوسکای، اوهایو واقع شده‌است.
 بخش رایس ۶۰٫۰ کیلومتر مربع مساحت و ۱٬۴۳۷ نفر جمعیت دارد و ۱۸۰ متر بالاتر از سطح دریا واقع شده‌است.